# Santa Maria del Rosario a Portamedina
Santa Maria del Rosario a Portamedina (također poznata kao crkva Santa Giovanna d'Arco ili Rosariello a Portamedina ) crkva je smještena na Via Rosario u Portamedini u Quartieri Spagnoli u povijesnom središtu Napulja, Italija.
Crkvu je 1568. godine osnovala Kongregacija Duha Svetoga, a crkva i klaustar dovršeni su u 17. stoljeću. Od 1724. do 1742. godine kompleks je doživio rekonstrukciju, čime lokalitet dobiva današnji oblik, vanjsku rokoko dekoraciju i unutarnje detalje štukature. To je vjerojatno izveo Domenico Antonio Vaccaro ili njegovi sljedbenici. Godine 1929. konzervatorij dominikanskog reda prebačen je na časne sestre Compagnia di Maria, a 1937. zakonski je priznat kao škola. Tijekom dvadesetog stoljeća kompleks je proširen i preinačen.
Pročelje koje gleda na usku ulicu ima ukrašeni trijem od štukature. Unutrašnjost je centralizirana s dvije kapele, pravokutnom apsidom i bez kupole. Trenutačno je crkva zatvorena za javnost.

## Vanjske poveznice
|  | Zajednički poslužitelj ima još gradiva o temi Santa Maria del Rosario a Portamedina |